# Phylloscopus sindianus
Phylloscopus sindianus е вид птица от семейство Phylloscopidae.

## Разпространение
Видът е разпространен в Афганистан, Армения, Азербайджан, Грузия, Индия, Иран, Ирак, Китай, Кувейт, Киргизстан, Пакистан, Русия, Таджикистан и Турция.